# Сін'ю-Мару
Сін'ю-Мару (Shinyu Maru) — транспортне судно, яке під час Другої світової війни брало участь у операціях японських збройних сил на Тихому океані.
У якийсь момент судно залучили до операцій японських збройних сил в Океанії. Відомо, що 23 травня — 4 червня 1943-го та 23 червня — 2 липня 1943-го воно здійснило два кругові рейси з Палау (важливий транспортний хаб на заході Каролінських островів) до розташованої на північному узбережжі Нової Гвінеї затоки Ганза, де перебував один з японських гарнізонів на цьому острові, при цьому судно прямувало в конвоях «Ганза № 3» та «Ганза № 4».
З 23 серпня по 7 вересня 1943-го «Сін'ю-Мару» у складі конвою «Вевак № 7» судно провело ще один круговий рейс до Нової Гвінеї, проте цього разу до Веваку (тут був головний японський гарнізон на цьому острові).
6 жовтня 1943-го судно знову перебувало в районі від Веваку, де було виявлене та потоплене літаками американської армійської авіації.